# Eozynopenia
Eozynopenia – stan hematologiczny polegający na obniżeniu się liczby granulocytów kwasochłonnych poniżej 50/μl.
Leukocytoza w połączeniu z eozynopenią wskazuje na zakażenie bakteryjne.

## Przyczyny
Przyczyną tego stanu mogą być:
- terapia glikokortykosteroidami lub nadczynność kory nadnerczy
- zakażenia bakteryjne lub choroby pierwotniakowe
- stres (urazy, zabiegi operacyjne, wysiłek, stres psychiczny)
- toczeń trzewny rozsiany
- niedokrwistość aplastyczna